# Himeshima
Himeshima (jap. 姫島村 Himeshima-mura) – wieś w Japonii, w prefekturze Ōita. Według danych na rok 2020 miejscowość zamieszkiwało 1 642 mieszkańców, a gęstość zaludnienia wyniosła 234,9 os./km². Himeshima dosłownie oznacza „Wyspę Księżniczki”. Wioska znajduje się na małej wyspie, tuż przy wyspie Kiusiu i można do niej dotrzeć promem.